# 东方明珠元旦迎新登高比赛
东方明珠元旦迎新登高比赛，是一项创办于1996年元旦的高层建筑登高比赛，为上海每年元旦举办的传统全民健身体育赛事和上海社会各界庆祝新年到来的传统节目。近20年来已有超过6万名市民参与了此项赛事。

## 历史沿革
登高活动是新年登高是中华民族传统的节庆活动，有着「新年步步高、节节向上攀」的美好寓意。东方明珠广播电视塔自建成后，不仅是地标性建筑，同时也成为上海全民健身运动的一个举办场所。1996年1月1日，上海市体育局便在上海广播电视塔举行元旦登高活动，此后便形成一个惯例和常设活动。
1996年赛事设立之初，登高终点为263米高的上球体观光层。2009年5月，259米的悬空观光廊修建完成，2010年起赛事将终点设在了悬空观光廊。2015年，一度传闻活动因上海外滩踩踏事故而取消，最终依然顺利进行。

## 赛事情况

### 比赛形式
每年的登高活动一般于1月1日上午9时，比赛常设男子组和女子组，当然也会根据不同情况增设其他组别，例如2011年的登高活动增设金葵花城市朝阳组、欢乐和睦家庭组两个组别。男女组通常会进行预赛与决赛，预赛通常安排在元旦前一周。登高比赛的形式是以东方明珠广播电视塔作为比赛场地，用最快速度从东方明珠城市广场至259米全透明观光廊，参赛人数每组一般控制在500人以内。

### 登高策略
比赛从东方明珠的平地广场起跑，由于广场空间大需要不惜体能的尽量往前跑。进入电视塔后开始攀爬楼梯，楼梯较窄仅能容两个人的身位并排而过，前100米由于选手之间的距离没有拉开很难留有超越的空间，登高后150米随着大部分选手体能的下降选手与选手之间逐渐拉开了距离，具备了超越的空间。

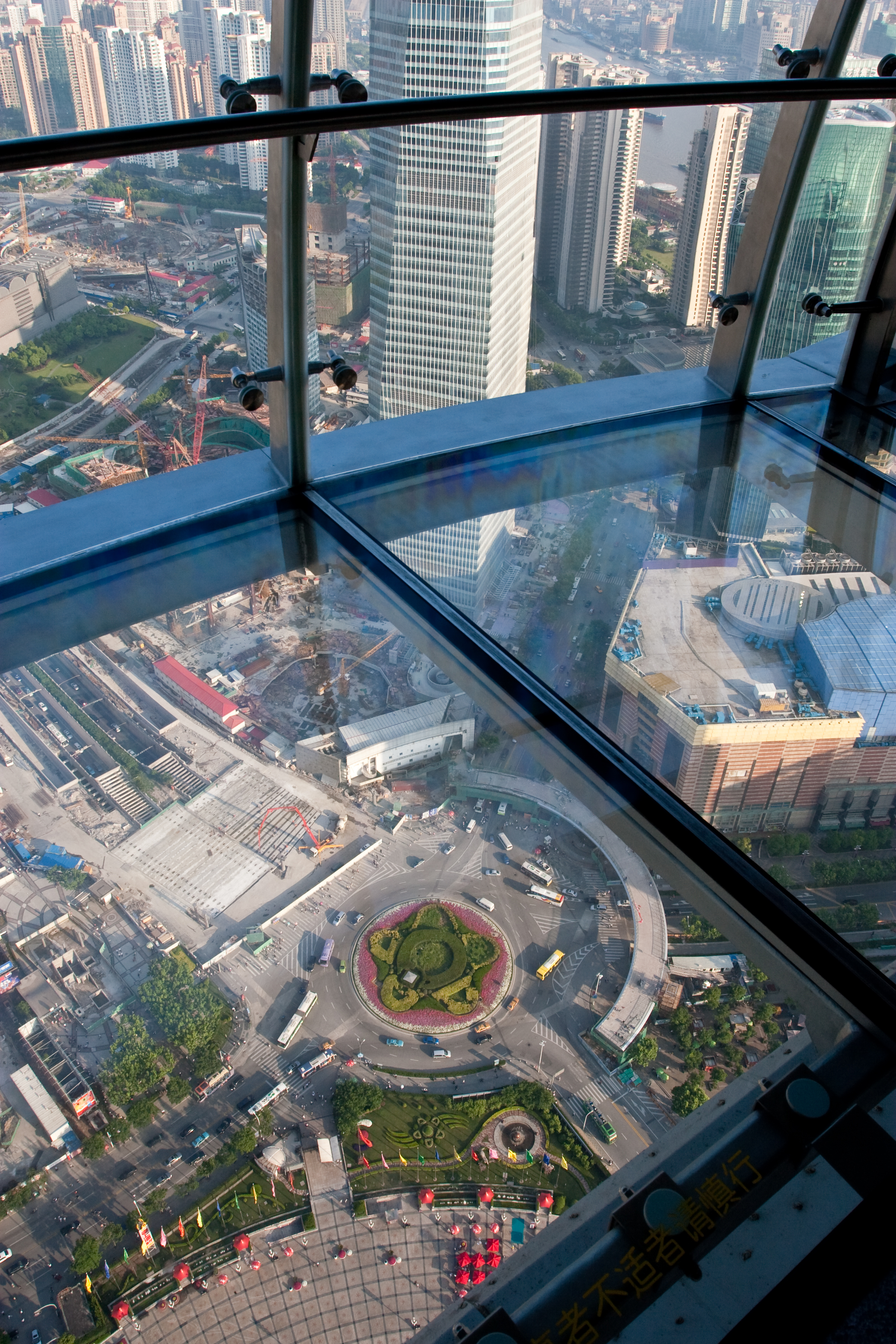
259米的悬空观光廊为登高比赛的终点

## 往届成绩
加粗:
  赛会纪录
| 届数 | 年份 | 男子组冠军 | 用时 (m:s) | 女子组冠军 | 用时 (m:s) |
| ---- | ---- | ---------- | ---------- | ---------- | ---------- |
| 20届 | 2015 | 不详       |            | 不详       |            |
| 19届 | 2014 | 廖凤山     | 10:15      | 胡思慧     | 13:05      |
| 18届 | 2013 | 廖凤山     | 10:22      | 龚罗丹     | 12:02      |
| 17届 | 2012 | 尹荣文     | 10:40      | 资料缺失   |            |
| 16届 | 2011 | 尹荣文     | 11:21      | 陈云禅     | 13:55      |
| 15届 | 2010 | 邹荣杰     | 10:50      | 王诗依     | 13:09      |
| 14届 | 2009 | 吴金才     | 10:40      | 陈慧怡     | 11:38      |
| 13届 | 2008 | 陈浩涛     | 10:59      | 刘莹莹     | 14:16      |
| 12届 | 2007 | 资料缺失   |            | 资料缺失   |            |
| 11届 | 2006 | 高大鹏     |            | 郭男男     |            |
| 10届 | 2005 | 资料缺失   |            | 资料缺失   |            |
| 9届  | 2004 | 黄罗       | 11:21      | 孙艳萍     | 13:02      |

- 9届之前的参赛冠军与成绩资料缺失